# Jean Théophile Leclerc
Jean-Théophile-Victor Leclerc, noto anche come Jean Theophilus Leclerc, e come Théophile Leclerc d’Oze (Montbrison, dicembre 1771 – dopo il 1804), è stato un politico e giornalista francese nel periodo della Rivoluzione.

## Biografia
Ultimo di cinque figli di Grégoire Leclerc, un ingegnere civile, nel 1789 entrò a far parte della Guardia Nazionale. Un anno dopo salpò da Bordeaux verso la Martinica come agente di commercio e là prese parte alle rivolte scoppiate nell'isola: arrestato, venne ricondotto in Francia. In patria si arruolò nell'esercito finché, nel febbraio 1792, venne scelto come rappresentante di 17 granatieri implicati nella rivolta in Martinica: giunto a Parigi, Leclerc ne perorò la causa davanti all'Assemblea legislativa e al Club dei Giacobini, dove ottenne un grande successo. Sempre davanti al Club dei Giacobini, Leclerc si produsse in un nuovo intervento per chiedere la pena capitale per il re Luigi XVI e la regina Maria Antonietta.
Tornato a servire nell'esercito, prese parte alla battaglia di Jemmapes. Si trasferì quindi a Lione, dove venne presto coinvolto nell'attività politica ed inviato a Parigi come deputato speciale. A Parigi, Leclerc subito si diede da fare per organizzare la lotta ai Girondini: allontanato dai Giacobini stessi per le sue posizioni troppo radicali, si inserì nel gruppo degli Enragés guidato da Jacques Roux.
Dopo la morte di Marat, avvenuta il 13 luglio 1793, Leclerc cercò di proporsi come suo successore presso l'opinione pubblica, pubblicando una rivista chiamata L'ami du peuple par Leclerc, uscita in 24 numeri fino a settembre, nella quale si chiedevano provvedimenti quali un tetto massimo ai prezzi e l'esecuzione di tutte le persone sospette di attività controrivoluzionarie. I Giacobini, infastiditi dagli attacchi incessanti di Leclerc, ne disposero l'arresto e il giornale cessò così le pubblicazioni. Nel novembre del 1793 sposò Pauline Léon, membro della Società delle repubblicane rivoluzionarie, e con lei e con Claire Lacombe, altra esponente di spicco della medesima Società, venne arrestato nell'aprile 1794. Liberato nell'agosto successivo, Leclerc fece perdere le proprie tracce. Da una lettera della moglie, si può desumere che fosse ancora in vita nel 1804.